# Piaggio X7

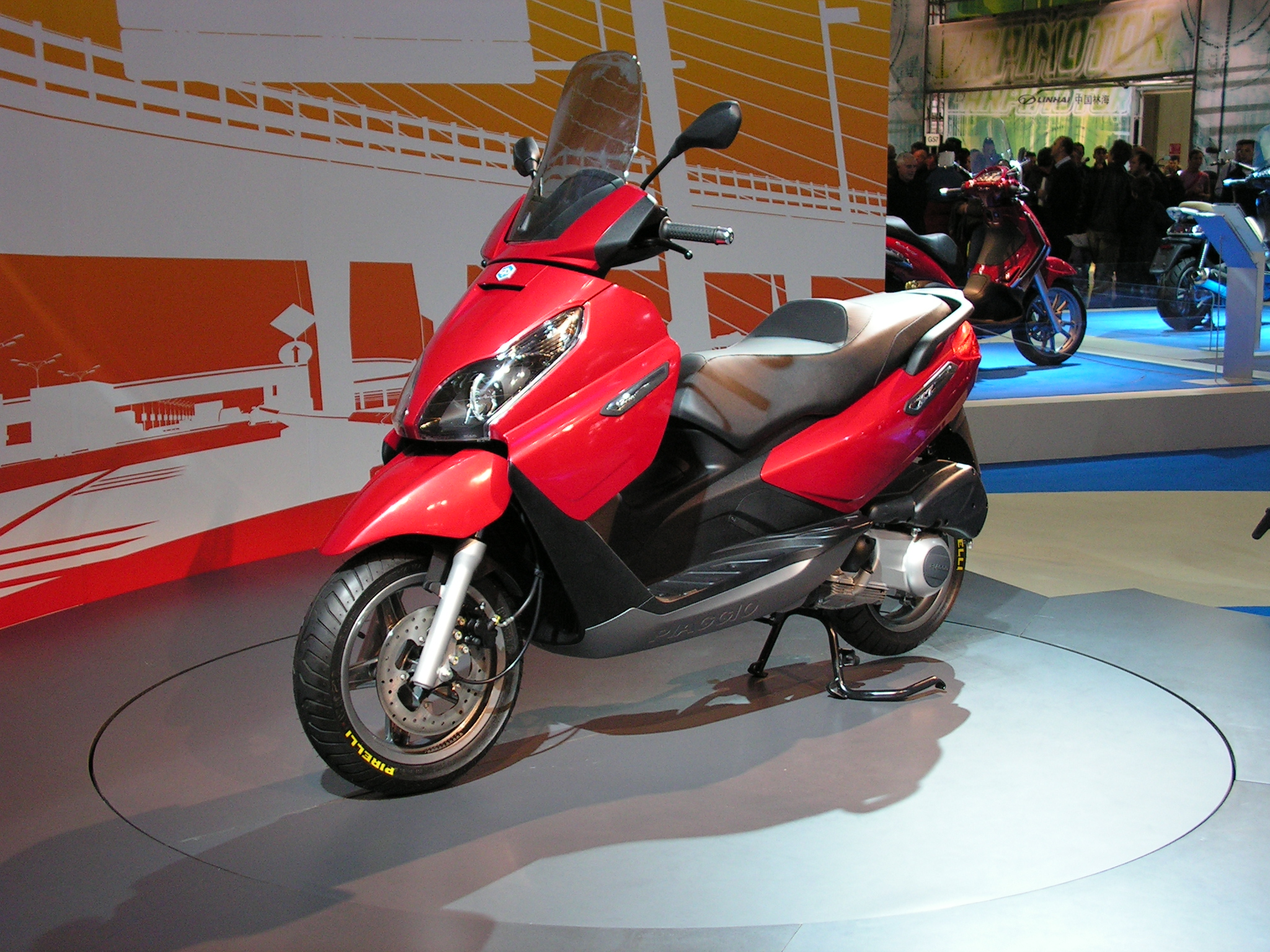
Piaggio X7

Die Piaggio X7 ist ein kompakter Großroller des italienischen Fahrzeugherstellers Piaggio.
Der Roller wurde zwischen 2008 und 2012 mit wassergekühlten Motoren mit 125 cm³, 250 cm³, 300 cm³ und 400 cm³ Hubraum produziert. Sie verfügt über große Räder, ein komfortables Fahrwerk, eine bequeme Sitzbank und ausreichend Stauraum; ins Helmfach passen ein Integralhelm und ein Jethelm.
Als Motoren kamen die Typen L.E.A.D.E.R und QUASAR – sowohl in der Vergaserversion wie auch als Einspritzer (Modellzusatz „i.e.“) zum Einsatz. Beide Motoren unterstützen die Norm Euro 3.